# 長崎県道118号伊王島線
長崎県道118号伊王島線（ながさきけんどう118ごう いおうじません）は、長崎県長崎市を通る一般県道である。

## 概要
長崎市伊王島町1丁目から長崎市伊王島町2丁目にいたる。

### 路線データ
- 起点：長崎県長崎市伊王島町1丁目
- 終点：長崎県長崎市伊王島町2丁目（長崎県道250号伊王島香焼線起点）
- 総延長：2.3 km

## 地理

### 通過する自治体
- 長崎県
  - 長崎市

### 交差する道路
| 交差する道路              | 交差する場所  | 交差する場所 |
| ------------------------- | ------------- | ------------ |
| 長崎県道250号伊王島香焼線 | 伊王島町1丁目 | 終点         |

### 沿線
- 伊王島展望台
- 伊王島灯台公園
- 長崎市立伊王島小学校
- 長崎市立伊王島中学校